# Peney (Vaud)
Pour les articles homonymes, voir Peney (homonymie).
Peney est une localité qui fait partie de la commune de Vuitebœuf, dans le canton de Vaud, en Suisse.

## Toponymie
Selon Louis Roger, le village s'appelait Espigny autrefois, ce qui a donné successivement Epiney, Peney.

## Histoire
Autrefois Peney était plus important que Vuitebœuf. C'était en 1228 déjà le chef-lieu d'une vaste paroisse. Le château de Peney appartenait aux seigneurs de Grandson.

### Église
L’église de Peney, d'origine médiévale et dédiée à Saint-Martin, témoignait de l’ancienneté et de l’importance passée de cette localité. En 1520, Jean Francey est attesté comme curé de Peney.
L'édifice a été en grande partie reconstruit entre 1706 et 1708 sur un plan rectangulaire, à volume unique, précédé d’un clocher porche où l'on a replacé les deux cloches médiévales, à inscriptions et décors identiques, datées de 1477. Dès 1901, vu le délabrement du bâtiment, la commune de Vuitebœuf envisage sa restauration et demande un projet en ce sens à l’architecte Charles Borgeaud, de Lausanne,. Mais l’archéologue cantonal Albert Naef, qui examine le bâtiment, rédige un rapport peu élogieux, ne lui trouvant rien de vraiment remarquable ni d’intéressant du point de vue archéologique, hormis une fenêtre gothique latérale et autre terminale. L'on opte donc bientôt pour une démolition de ce sanctuaire et une reconstruction complète à Vuitebœuf. La démolition a lieu en 1907. Seul subsiste l'ancien clocher, aujourd'hui sous forme d'une tour isolée, mais on a pris soin d'y encastrer les vestiges de l’ancienne fenêtre mentionnée déjà par Naef, témoins archéologiques de style gothique flamboyant, dont un angelot sculpté caractéristique de la manière de l’architecte et maître maçon médiéval Antoine Lagnaz.

## Personnalités liées à Peney
- Antoine de Peney, (vers 1460) charpentier, sculpteur, entre autres, des stalles de l'église Saint-Nicolas de Fribourg[7].